# Sim Iness
Simeon Garland "Sim" Iness, född 9 juli 1930 i Keota i Oklahoma, död 23 maj 1996 i Porterville i Kalifornien, var en amerikansk friidrottare.
Iness blev olympisk mästare i diskus vid olympiska sommarspelen 1952 i Helsingfors.